# Norberto Romualdez sr.

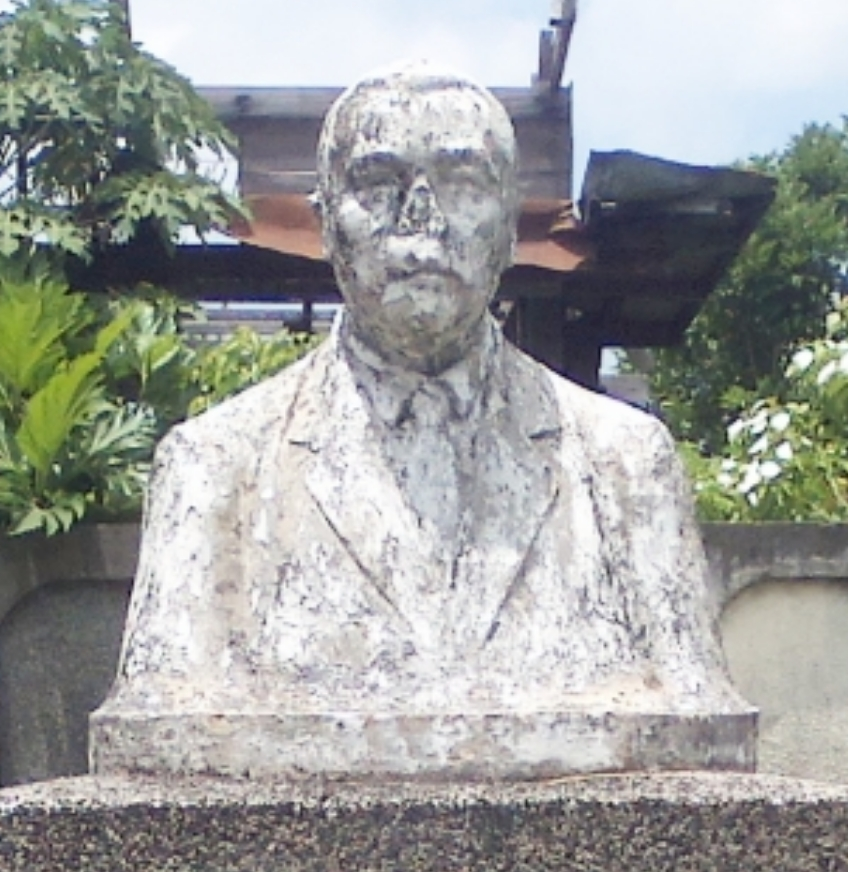
Norberto Romualdez sr.

Norberto Romualdez sr. (Burauen, 6 juni 1875 – Palapag, 4 november 1941) was een Filipijns jurist, politicus en schrijver. Hij was de eerste van de vele Romualdez' die een invloedrijke status in het land verwierf en wordt wel de vader van de Nationale Filipijnse taal genoemd. Een van de dochters van zijn jongste broer Vicente Romualdez is Imelda Marcos, de latere first lady van de Filipijnen.
Romualdez groeide op op Leyte en verwierf in eerste instantie bekendheid als schrijver in de lokale taal het Waray-Waray. Zijn eerste werk in die taal was An Pagtabang ni San Miguel (‘’The Aid of Saint Michael’’).
In 1908 schreef Romualdez Bisayan Grammar and Notes on Bisayan Rhetoric and Poetic and Filipino Dialectology, een grammaticaboek van de taal Waray-Waray. Het jaar erop in 1909 stichtte hij de Sanghiran san Binisaya ha Samar ug Leyte (de Academie van de Visayan Taal van Samar en Leyte) met als doel het promoten van het Waray-Waray.
Romualdez werd op 1 november 1921 benoemd door Warren Harding als rechter van het Filipijnse hooggerechtshof. Deze functie zou hij bekleden tot 1 april 1932. In 1934 werd hij gekozen tot lid van de Constitutionele Conventie, waar de Filipijnse Grondwet werd vastgesteld. In 1936 werd hij bij speciale verkiezingen voor de vrijgekomen zetel van het 4e kiesdistric van Leyte gekozen in de Nationale Assemblee van de Filipijnen. Bij de verkiezingen van 1938 werd hij herkozen met een termijn tot 1941.
Romualdez overleed enkele dagen voor de verkiezingen van 1941, waar hij een van de kandidaten was, op 66-jarige leeftijd.

## Boeken
- Bisayan Grammar
- An Pagtabang ni San Miguel (The Aid of Saint Michael)
- An Anak han Manaranggot (The Tuba Gatherer's Child)